# Pic de l'Aigle
Ne pas confondre avec le pic de l'Aigle, l'un des sommets des rochers de la Grande Paré dans les Alpes.
Le pic de l'Aigle (aussi appelé bec de l'Aigle) est un sommet du massif du Jura culminant à 998 mètres. Il est situé dans le département du Jura, sur la commune de la Chaux-du-Dombief. Il domine la vallée des 4 lacs et offre un panorama sur la chaîne du Jura, et sur le mont Blanc par temps clair.

## Géographie
Le pic de l'Aigle marque la bordure occidentale de la Haute-Chaîne du massif du Jura, il est situé sur un pli synclinal qui chevauche le synclinal des lacs situés à l'ouest. La structure du pic est découpée par trois failles : le chevauchement d'Ilay, le chevauchement du pic de l'Aigle et le chevauchement de La Chaux-du-Dombief. La géométrie de ces chevauchements indique une compression qui s'exerce dans un sens est-ouest.
L'accès au pic se fait par un sentier qui part du village de La Chaux-du-Dombief, sur une distance de 2 km et une dénivelée de 90 mètres.

## Légendes

### Le sylphe cavalier de Bonlieu
Le pic de l'Aigle est associé à une légende où un cheval blanc, ailé et superbement harnaché, parcourt les cieux monté par un roi qui tient un sabre levé. Il caracole dans « les monts hérissés de noirs sapins », près des lacs du haut-Jura comme ceux de Bonlieu et de Narlay. Il s'agit d'un esprit aérien, dont les montagnards des parages disent que c'est l'âme en peine d'un ancien seigneur de l'Aigle. La légende est consignée dans la première moitié du XIXe siècle.